# Шалкеу
Шалкеу (рум. Șalcău) — село у повіті Сібіу в Румунії. Входить до складу комуни Міхейлень.
Село розташоване на відстані 218 км на північний захід від Бухареста, 25 км на північний схід від Сібіу, 106 км на південний схід від Клуж-Напоки, 104 км на захід від Брашова.

## Населення
За даними перепису населення 2002 року у селі проживали 116 осіб, усі — румуни. Усі жителі села рідною мовою назвали румунську.